# Mattias Zachrisson
Mattias Zachrisson (født 22. august 1990 i Huddinge) er en svensk tidligere håndboldspiller, som spillede for Eskilstuna Guif og Füchse Berlin samt på  det svenske herrelandshold. Han er venstrehåndet og spillede højrefløj og højre back
Han debuterede på landsholdet i 2009 og opnåede 128 kampe, inden han indstillede landsholdskarrieren i 2019. Han var ikke udtaget til  OL 2012 i London, men da Dalibor Doder blev skadet i semifinalen, blev Zachrisson indkaldt til finalen og fik dermed sølvmedalje, skønt han ikke spillede. Til OL 2016 var han med i truppen og spillede næsten fuld tid i alle Sveriges fem kampe, hvor det blev til 14 mål.
Han indstillede elitekarrieren 1. november 2020 på grund af en skulderskade.